# Metellina mengei
Metellina mengei là một loài nhện trong họ Tetragnathidae phân bố ở châu Âu đến Gruzia. Nó từng đã được xem là một dạng của M. segmentata xuất hiện vào mùa xuân. M. mengei hiếm hơn nhiều so với M. segmentata.
M. mengei rất giống với Metellina segmentata, mà chỉ phân biệt thông qua đặc tính bộ phận sinh dục. Nó dài khoảng 5 mm. Con trưởng thành có thể được tìm thấy từ tháng 5 đến tháng 7.